# Habbo
Habbo – wirtualna społeczność internetowa. Jej właściciel to Sulake Corporation. Habbo łączy dwie koncepcje: wirtualnych rozmów i gry online. Pierwotna koncepcja została stworzona jako mały projekt przez dwóch Finów: Sampo Karjalainen i Aapo Kyrölä. W zamierzeniu Habbo miał początkowo promować zespół Mobiles. Następnie Sampo Karjalainen i Aapo Kyrölä sprzedali swój projekt fińskiemu gigantowi telekomunikacyjnemu Elisa Oyj. 
Habbo koncentruje się wokół Habbos, czyli wirtualnych postaci. Mogą one być ubierane według upodobań każdego użytkownika, poprzez wybór wirtualnej odzieży. Każda postać ma swój, niepowtarzalny pseudonim. Cała gra opiera się na wirtualnym hotelu, w którym gracze mogą udać się do wybranego przez siebie pokoju i rozmawiać oraz bawić się z innymi użytkownikami. Ponadto istnieje możliwość utworzenia własnego pokoju i umeblowania go. Serwis również oferuje możliwość zakupu między innymi dodatkowej odzieży dla danej postaci, wyposażenia do pokoju, zwierzątek itp. za tzw. wirtualne monety, które dostaniemy po wpłacie prawdziwych pieniędzy.

## Wersje językowe
Serwis rozpoczął swoją działalność w 2000 roku, a w ciągu 6 lat rozrósł się do 29 oddzielnych serwisów językowych.

### Polska wersja
Dyskusje na temat daty utworzenia polskiej wersji językowej Habbo pojawiały się dość często, lecz były to jedynie plotki. Prawdziwy termin otwarcia tej gry w Polsce nie jest znany. Nie wiadomo też czy Sulake ma w planach jej otwarcie. 

### Lista hoteli[1]
| Kraj                                         | Adres strony | Data otwarcia | Kraj                                          | Adres strony | Data otwarcia    |
| -------------------------------------------- | ------------ | ------------- | --------------------------------------------- | ------------ | ---------------- |
| Australia                                    | habbo.com    | listopad 2004 | Malezja (przekierowanie na Habbo.com)         | habbo.com.my | lipiec 2006      |
| Austria (przekierowanie na Habbo Niemcy)     | habbo.at     | maj 2006      | Meksyk (przekierowanie na Habbo Hiszpania)    | habbo.com.mx | lipiec 2006      |
| Belgia (przekierowanie na Habbo Holandia)    | habbo.be     | maj 2006      | Niemcy                                        | habbo.de     | marzec 2004      |
| Brazylia                                     | habbo.com.br | luty 2006     | Norwegia (zamknięto 29 kwietnia 2015)         | habbo.no     | czerwiec 2004    |
| Chile (przekierowanie na Habbo Hiszpania)    | habbo.cl     | lipiec 2006   | Nowa Zelandia                                 | habbo.com    | sierpień 2006    |
| Chiny (zamknięto 24 sierpnia 2007)           | habbo.cn     | styczeń 2006  | Portugalia (przekierowanie na Habbo Brazylia) | habbo.pt     | marzec 2006      |
| Dania (zamknięto 29 kwietnia 2015)           | habbo.dk     | listopad 2004 | Rosja (zamknięto 6 lutego 2009)               | habbo.ru     | październik 2006 |
| Finlandia                                    | habbo.fi     | sierpień 2000 | Singapur                                      | habbo.com    | grudzień 2004    |
| Francja                                      | habbo.fr     | listopad 2004 | Stany Zjednoczone                             | habbo.com    | wrzesień 2004    |
| Hiszpania                                    | habbo.es     | wrzesień 2003 | Szwajcaria (przekierowanie na Habbo Niemcy)   | habbo.ch     | sierpień 2002    |
| Holandia                                     | habbo.nl     | luty 2004     | Szwecja (zamknięto 29 kwietnia 2015)          | habbo.se     | grudzień 2003    |
| Irlandia                                     | habbo.com    | lipiec 2006   | Wenezuela (przekierowanie na Habbo Hiszpania) | habbo.com.ve | lipiec 2006      |
| Japonia (zamknięto 16 kwietnia 2009)         | habbo.jp     | luty 2003     | Wielka Brytania                               | habbo.com    | styczeń 2001     |
| Kanada                                       | habbo.com    | czerwiec 2004 | Włochy                                        | habbo.it     | wrzesień 2003    |
| Kolumbia (przekierowanie na Habbo Hiszpania) | habbo.com.co | lipiec 2006   |                                               |              |                  |